# Vangelo di Tommaso
(Inizio del Vangelo di Tommaso)
Il Vangelo di Tommaso, o meglio Vangelo secondo Tommaso (in copto ⲡⲉ̅ⲩ̅ⲁ̅ⲅⲅ̅ⲉⲗ̅ⲓⲟⲛ̅ ⲡⲕ̅ⲁ̅ⲧⲁ ⲑ̅ⲱ̅ⲙⲁⲥ), è un vangelo che raccoglie i detti di Gesù (114 o 121 a seconda della numerazione proposta dagli studiosi moderni).
L'attribuzione interna del vangelo è all'apostolo «Didimo Giuda Tommaso»; la visione che emerge dal Vangelo di Tommaso è che il Regno di Dio sia già presente sulla Terra e che la luce divina, presente all'interno di tutti gli uomini, può permettere loro di vedere il Regno ed entrarvi.
Il vangelo è noto in forma completa tramite la versione in lingua copta conservata in uno dei manoscritti di Nag Hammadi, scoperti nel 1945 nell'omonima località egiziana; il manoscritto, un codice, è legato con un metodo ora noto come legatura copta e risale al 340 circa ed è conservato al Museo copto del Cairo. Fu solo dopo il ritrovamento di questo manoscritto completo in lingua copta che gli studiosi si accorsero che diversi frammenti della versione originale in lingua greca erano stati già scoperti: tre erano tra i Papiri di Ossirinco scoperti nel 1897, altri due furono trovati sempre a Ossirinco nel 1903, apparentemente provenienti dalla stessa raccolta di detti che conteneva i frammenti in greco del Vangelo di Tommaso (P. Oxy. I 1; IV 654; IV 655) e datati alla prima metà del III secolo, mentre un ulteriore frammento greco scoperto nel 1905 è stato datato a prima del 200.
Secondo il criterio di analisi hapax legomenon, il Vangelo di Tommaso è indipendente dal testo dei vangeli canonici per il 60-70% delle sentenze o detti. Data la sua relazione con questi testi, la sua data di composizione è dibattuta tra gli studiosi: alcuni lo ritengono contemporaneo dei vangeli sinottici, se non addirittura antecedente a questi, risultando in una datazione intorno al 50/60 ma comunque non posteriore alla fine del I secolo; la maggioranza degli studiosi ritiene che sia successivo, in quanto mostrerebbe una dipendenza parziale dai vangeli canonici, e lo datano tra il 120 e il 140 circa.

## Testimonianze patristiche e manoscritti

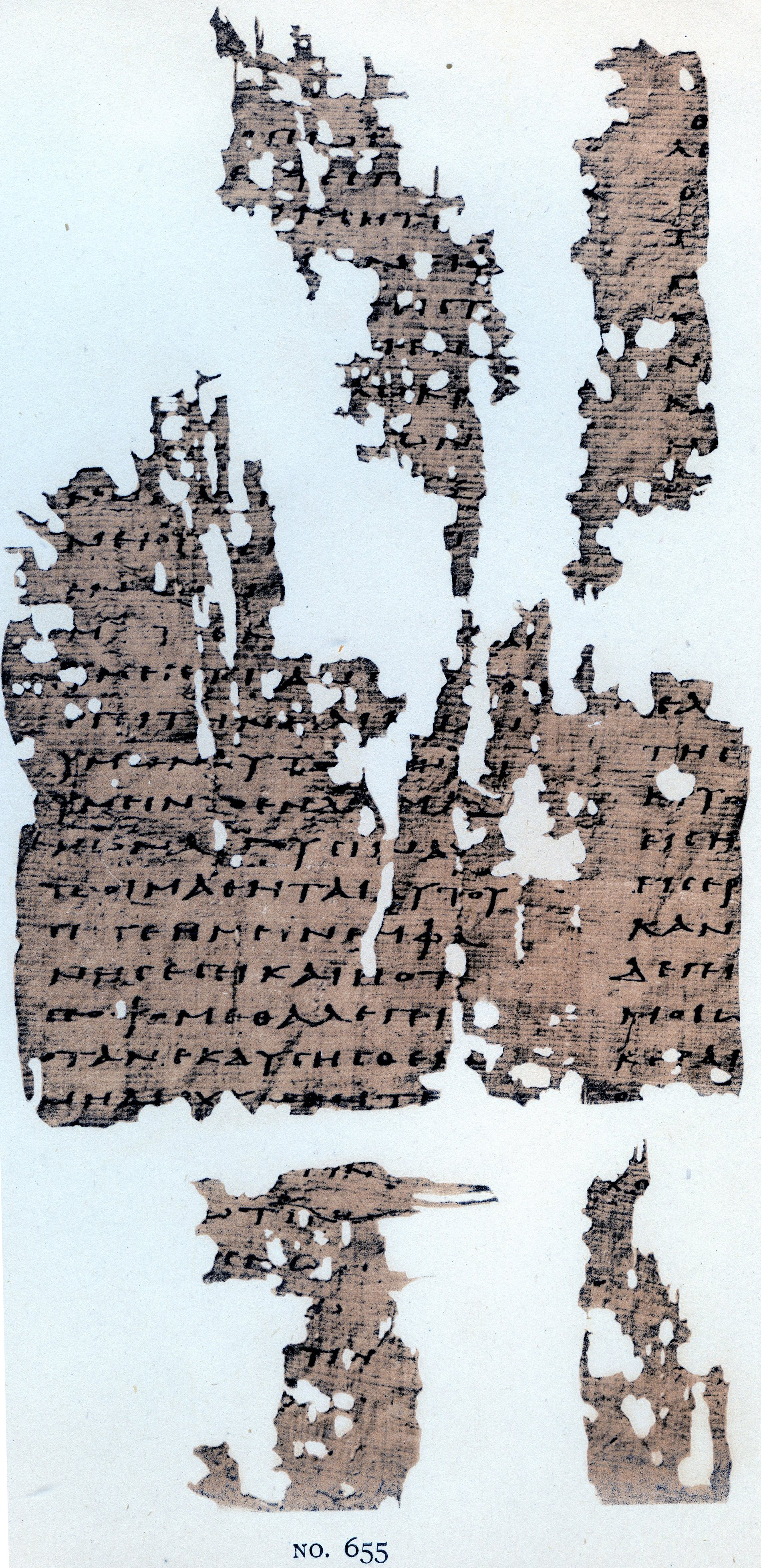
P. Oxy. 655

Il Vangelo di Tommaso scomparve quando lo Gnosticismo fu soppresso dai proto-ortodossi. Per secoli ne rimasero disponibili solo citazioni indirette da parte di alcuni Padri della Chiesa.
Tra il 222 e il 235, nella sua opera Refutatio omnium haeresium (5.7.20.), Ippolito di Roma riporta una variante del detto 4, che Ippolito dice di aver preso da un testo intitolato Vangelo di Tommaso: «[i Naasseni] [...] conservano una tradizione al riguardo nel vangelo intitolato "Secondo Tommaso", che afferma espressamente, "Colui che mi cerca mi troverà in bambini di sette anni e più, poiché lì, nascosto nel quattordicesimo eone, io sono rivelato"». Si tratta dell'unica chiara citazione del Vangelo di Tommaso.
In altri autori del Cristianesimo delle origini è citato il titolo del Vangelo di Tommaso, come ad esempio in Origene (Omelia su Luca, 1; 233 circa), mentre nel IV e V secolo, diversi Padri della Chiesa scrissero che il Vangelo di Tommaso era tenuto in gran considerazione da Mani, anche se potrebbero riferirsi al Vangelo dell'infanzia di Tommaso; altri autori, come Clemente Alessandrino, affermano che vi fossero paralleli tra il Vangelo di Tommaso e altri vangeli non canonici, come il Vangelo degli Ebrei e il Vangelo greco degli Egiziani.
Tra gli studiosi pressoché nessuno considera questo vangelo come realmente scritto da San Tommaso.
In epoca moderna ne sono stati ritrovati alcuni testimoni frammentari:
- Papiro di Ossirinco 1: in greco, datato all'inizio del III secolo[12], contiene i loghia ("detti") 26-30, 77.2, 31-33.
- Papiro di Ossirinco 654: in greco, datato alla metà del III secolo[12], contiene il prologo e i loghia 1-7.
- Papiro di Ossirinco 655: in greco, datato alla metà del III secolo[12], contiene i loghia 24; 36-39.
- nel 1945 tra i Codici di Nag Hammadi è stato rinvenuto un manoscritto copto integro, datato al 340 circa, riferimento principale delle edizioni critiche del testo.

## Contenuto

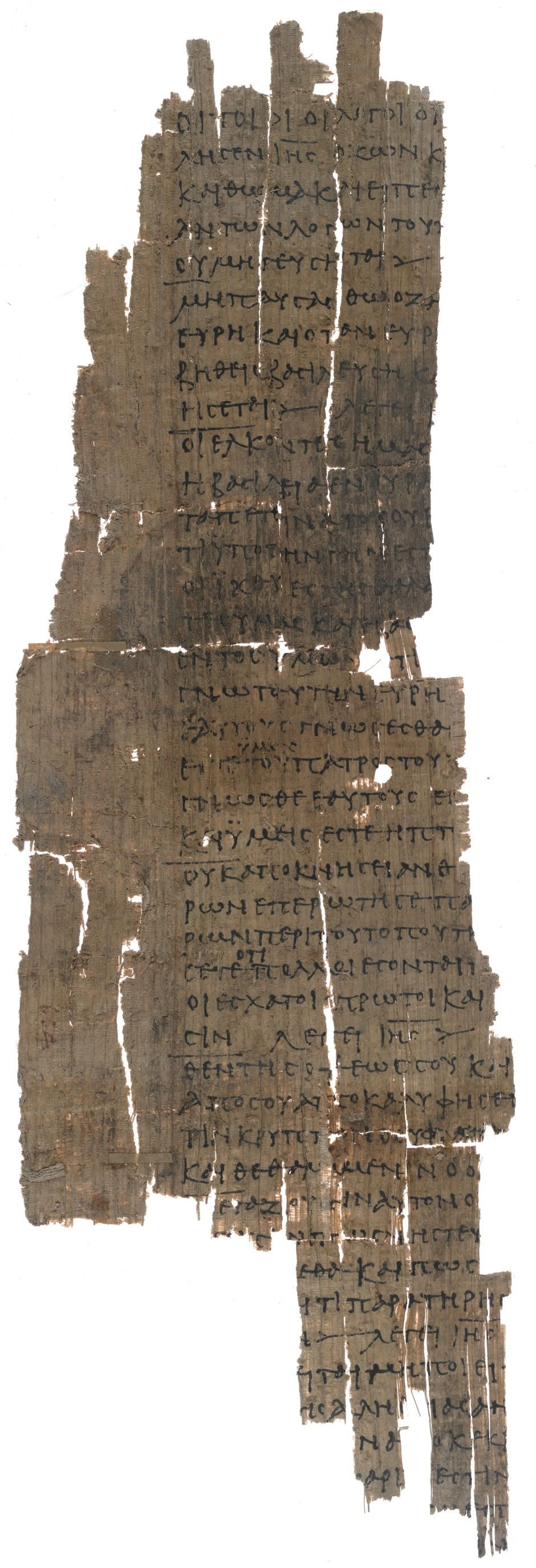
P. Oxy. 654

Il manoscritto contiene 114 loghia, ossia frasi attribuite a Gesù, riportate in terza persona ("Gesù disse"), e che richiamano alcuni passi dei vangeli canonici.
Le somiglianze fra numerosi detti riportati nei vangeli canonici con quello di Tommaso ha portato molti studiosi a ritenere che entrambi abbiano una fonte comune, chiamata fonte Q, dal tedesco Quelle, da parte degli studiosi dei vangeli canonici. Questa ipotesi, suggerita da alcuni papiri di Ossirinco che riportano tre frammenti con loghia contenute anche nel Vangelo di Tommaso, sembra ulteriormente confermata da questo manoscritto. In alternativa alla fonte Q si può ipotizzare una comune derivazione dal cosiddetto vangelo degli Ebrei che, a differenza della prima, è citato dai Padri della Chiesa come realmente esistente e scritto in aramaico. La terza posizione, ancora minoritaria ma di sicuro interesse, di una parte della comunità scientifica è riassunta da Bruce quando afferma che Tommaso si presenta come il prodotto di una tradizione orale dei detti di Gesù unita all'influenza dei vangeli canonici. Una conferma potrebbe arrivare da un parallelo tra Tommaso e alcuni libri canonici, come la Prima lettera ai Corinzi (2,9: «Ciò che occhio non vide e orecchio non udì e mai entrò in cuore d'uomo, questo Dio ha preparato per quelli che lo amano»), simile al detto di Tommaso che dice «Io vi darò ciò che occhio non ha veduto e orecchio non ha udito e mano non ha toccato e non ha mai dimorato nel cuore dell'uomo».
Il gruppo di studiosi raccolti nel Jesus Seminar ritiene che il Vangelo di Tommaso contenga più materiale storicamente affidabile del Vangelo secondo Giovanni, e infatti lo include tra i "cinque vangeli". Tale manoscritto è suddiviso in una parte che riporta le frasi attribuite a Gesù e un commento alle stesse attribuito all'apostolo Tommaso.

## Il dibattito sulla data di composizione
La datazione del Vangelo di Tommaso è molto discussa; gli studiosi hanno proposto datazioni alte come il 60 e basse come il 140, «a seconda se il Vangelo di Tommaso sia identificato con il nucleo originario di detti, o con il testo pubblicato dall'autore, o con i testi greci o copti, o con i paralleli con altri testi». Datare Tommaso è difficile in quanto, essendo una collezione di loghia senza struttura narrativa, i singoli detti potrebbero essere stati aggiunti gradualmente nel tempo.
La comunità degli studiosi (fatta eccezione per il Jesus Seminar) concorda su una datazione prossima alla metà del secondo secolo (140). Arland J. Hultgren elenca il gruppo di coloro che propendono per una datazione anteriore: Helmut Koester (I secolo), Stevan Davies (50-70), Ron Cameron (tra la fine del I secolo e l'inizio del II), Stephen Patterson, Dominic Crossan (componente del Jesus Seminar); tuttavia la maggioranza degli studiosi, tra cui Guillaumont, Puech, Cullmann, Quispel, Wilson, Gartner, Frend, Fieger, Hengel opta per il II secolo, e gli scopritori dei frammenti di Ossirinco, Bernard Grenfell e Arthur S. Hunt confermano come possibile data del Vangelo di Tommaso il 140.
Le datazioni possono essere quindi divise in due gruppi: le datazioni "alte", nel caso in cui il nucleo del vangelo sia datato tra il 50 e il 100, dunque prima o all'incirca contemporaneamente alla composizione dei vangeli canonici, e le datazioni "basse", successive alla composizione dei canonici.

### Datazione alta
La datazione alta è sostenuta in base a diverse argomentazioni, che riguardano la forma o struttura del vangelo, la sua indipendenza dai vangeli canonici e il ruolo di alcuni apostoli.

#### Forma del vangelo
Gerd Theissen e Annette Merz sostengono che il genere letterario delle collezioni di detti fu una delle forme più antiche in cui il materiale su Gesù fu tramandato. Asseriscono che altre collezioni di detti, come la fonte Q e la collezione sottostante Marco 4, furono assorbiti in narrazioni più ampie e non esistono più come documenti indipendenti, e che nessuna collezione successiva è sopravvissuta. Meyer afferma anche che il genere letterario delle "collezioni di detti" è indicativo di una composizione risalente al I secolo, e che, in particolare, «l'uso di parabole senza amplificazioni allegoriche sembra essere antecedente ai vangeli canonici».

#### Indipendenza dai vangeli sinottici
Stevan L. Davies sostiene che l'apparente indipendenza tra l'ordine dei detti in Tommaso e dei loro paralleli nei vangeli sinottici, mostra che Tommaso non fu composto a partire da questi e che probabilmente li precedette. Un certo numero di studiosi sostiene che quando i logia di Tommaso hanno paralleli nei sinottici, le versioni di Tommaso sembrano essere spesso più vicine alle fonti; Theissen e Merz ritengono che i detti 31 e 65 siano un esempio di questo fenomeno. Allo stesso modo Earl Doherty sostiene che quando il Vangelo di Tommaso segue la fonte Q o il Nuovo Testamento, mostra una forma meno sviluppata, più "primitiva" o "originale" dei suoi paralleli. Koester concorda, citando in particolar modo le parabole di Gesù contenute nei detti 8, 9, 57, 63, 64 e 65. Nei pochi casi in cui la versione di Tommaso e quella dei sinottici sembrano collegate, ciò dipenderebbe dall'intervento del traduttore dal greco al copto.
Koester sostiene anche che l'assenza in Tommaso di materiali narrativi, come quelli che si trovano nei vangeli canonici, rende improbabile che quello di Tommaso sia «un estratto eclettico dei vangeli del Nuovo Testamento»; Koester cita anche l'assenza dei detti escatologici caratteristici di Q come prova dell'indipendenza di Tommaso da questa fonte.

#### Indipendenza dalVangelo secondo Giovanni
Un altro argomento per una datazione alta di Tommaso, presentato come argomento centrale del libro Il vangelo segreto di Tommaso di Elaine Pagels, è l'apparente conflitto tra il Vangelo secondo Giovanni e il Vangelo di Tommaso. Alcuni passaggi di Giovanni possono essere compresi solo presumendo l'esistenza di una comunità basata sugli insegnamenti teologici del Vangelo di Tommaso, condivisi quasi completamente dalla comunità di cui Giovanni è espressione eccetto uno: se la comunità che si rifaceva al Vangelo secondo Giovanni sosteneva la risurrezione dei corpi, il Vangelo di Tommaso è espressione di una comunità che credeva nella risurrezione spirituale rigettando quella fisica. Il Vangelo secondo Giovanni è l'unico vangelo canonico che fa parlare Tommaso apostolo, in tre episodi in cui l'apostolo non dimostra di aver compreso ciò che Gesù dice; è infatti l'unico vangelo che contiene l'episodio dell'incredulità di Tommaso, in cui Tommaso, secondo il racconto di Giovanni, è costretto a riconoscere la fisicità del Gesù risorto. Questa interpretazione del Vangelo secondo Giovanni, presuppone l'esistenza della comunità di Tommaso all'epoca della composizione del vangelo giovanneo, datata tra il 90 ed il 120, che dunque deve essere posteriore al Vangelo di Tommaso.

#### Possibile dipendenza dalVangelo degli Ebrei
Una teoria che potrebbe sostenere le ragioni della datazione alta se non di Tommaso almeno di una parte dei loghia in esso contenuti, è prodotta da Gilles Quispel. In svariati articoli questo autore ha cercato di dimostrare che il Vangelo di Tommaso, in cui l'impronta gnostica deriverebbe da interpolazioni successive, più che ai vangeli canonici, si ispirasse a fonti ebraiche indipendenti come il vangelo degli Ebrei, scritto in aramaico, del quale restano le citazioni dei Padri della Chiesa (di Papia di Ierapoli, Egesippo, Ireneo di Lione, Clemente Alessandrino, Origene, Eusebio di Cesarea, Epifanio di Salamina e Sofronio Eusebio Girolamo) e ritenuto il vangelo originale di Matteo. Una tesi che, se dimostrata, porterebbe ad ammettere un originale semitico alla base dei vangeli pervenutici in greco, il che sposterebbe la loro realizzazione a ridosso delle vicende di Gesù, e accrediterebbe definitivamente gli evangelisti come testimoni diretti delle vicende narrate. Tuttavia, nonostante la speculazione di Quispel riscontri un discreto fascino e abbia incontrato il favore di altri autori, resta ampia la convinzione che Tommaso poggi sui canonici scritti in greco.

#### Ruolo degli apostoli
Albert Hogeterp afferma che il detto 12 del vangelo, che attribuisce la guida della comunità a Giacomo il Giusto piuttosto che a Pietro, concorda con la descrizione della Chiesa di Gerusalemme delle origini fatta da Paolo di Tarso in 2,1-14, descrivendo una tradizione antecedente all'anno 70. Meyer elenca anche l'«incertezza riguardo Giacomo il giusto, fratello di Gesù» come una caratteristica di un'origine nel I secolo.
Nel detto 13, Pietro e Matteo sono rappresentati come incapaci di comprendere il vero scopo o l'identità di Gesù. Secondo Patterson questa potrebbe essere interpretata come una critica contro la corrente cristiana legata al Vangelo secondo Matteo e che «questo genere di rivalità sembra più adatta al I secolo che dopo», quando tutti gli apostoli divennero figure riverite.

#### Altre argomentazioni
Joseph Lumpkin fa riferimento al viaggio di Tommaso apostolo in India e, nei suoi libri The Tao of Thomas e The Gospel of Thomas afferma che l'ispirazione del Vangelo di Tommaso potrebbe non essere affatto gnostica: la lista dei detti potrebbe essere stata scritta da Tommaso dopo che fu esposto alla saggezza del misticismo orientale in Asia Minore e poi interpretata come gnostica. Lumpkin sostiene anche che il Vangelo di Tommaso potrebbe essere stato scritto prima del Vangelo secondo Marco: Marco è infatti considerata la fonte degli altri vangeli canonici e il fatto che Tommaso ne sia indipendente testimonierebbe che fu scritto separatamente da Marco o addirittura prima di esso.

### Datazione bassa

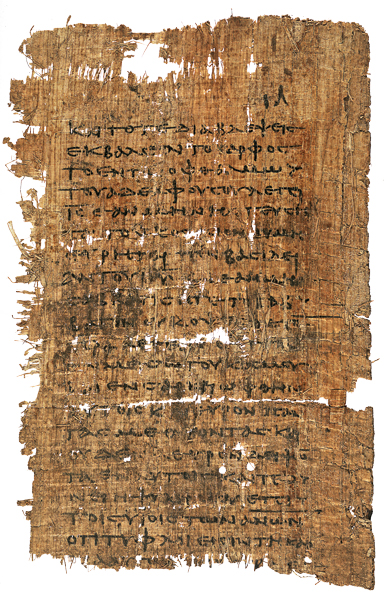
P. Oxy. 1

La datazione bassa di Tommaso lo vuole composto qualche tempo dopo il 100, generalmente attorno alla metà del II secolo. Uno spunto interessante arriva da Arland J. Hultgren: egli sottolinea che nel logion 52 di Tommaso c'è un evidente riferimento ai 24 libri dell'Antico Testamento, e ciò presuppone come già avvenuta la canonizzazione del Vecchio Testamento secondo il sistema numerico ebraico. Questo riferimento, osserva l'autore, colloca il Vangelo di Tommaso necessariamente nel II secolo, quando fu fissato il canone ebraico.

#### La dipendenza dalDiatessaron
Una delle teorie che ha influenzato la ricerca esegetica sul Vangelo di Tommaso è quella dello studioso Nicholas Perrin. La tesi dell'esegeta americano è che Tommaso sia dipendente dal Diatessaron siriaco, composto poco dopo il 172. Se Tommaso, come ritiene gran parte dei ricercatori - argomenta Perrin - fosse stato scritto ad Edessa, in Siria, è logico pensare che esso abbia un originale in siriaco successivamente tradotto in greco, come dimostrerebbe implicitamente il fatto che Tommaso non segue l'ordine dei vangeli sinottici. Perrin ne deduce che Tommaso presenta una marcata influenza, nella disposizione dei detti e nel contenuto, del Diatessaron di Taziano, scritto intorno al 173. Inoltre, poiché alcune questioni forti di Tommaso sono il tema della povertà, del vegetarianesimo e dell'astinenza sessuale, Perrin indica la somiglianza con Taziano il Siro, concludendo che Tommaso “appartiene alla costellazione di testi che trova la sua stella polare nell'autore del Diatessaron”.

#### Probabile origine gnostica
Una prova a sostegno della datazione bassa di Tommaso è il suo riconoscimento come opera gnostica; lo gnosticismo è uno sviluppo successivo, mentre il cristianesimo delle origini, come evidente dalle lettere di Paolo, fu più ebraico che gentile e concentrato sulla morte e risurrezione di Gesù più che sulle sue parole. A tal riguardo, il Gesù di Tommaso non sembra molto ebreo, e la sua forma corrente potrebbe riflettere l'influsso del pensiero gnostico del II secolo, come il rifiuto del mondo fisico. In questa direzione molti studiosi ritengono che i vangeli di Tommaso e di Filippo, scoperti a Nag Hammadi, rivelano uno gnosticismo cristiano con un orientamento valentiniano o ermetico. Nessun documento gnostico viene datato anteriormente all'epoca neotestamentaria, inoltre gli elementi cristiani presenti nel corpus gnostico si comprendono meglio come influenze del cristianesimo sullo gnosticismo piuttosto che il contrario.
Si è però iniziato a mettere in discussione l'identificazione di Tommaso con un documento gnostico, in quanto, a differenza di tutti i testi gnostici, il Vangelo di Tommaso non comprende una grandiosa cosmologia mitologica, un sistema complesso di eoni, e neppure una narrazione continua; inoltre non vi si trova menzione di una visione negativa del mondo fisico. Tuttavia anche Stephen Patterson, che parla di una "autonomia" di Tommaso dai vangeli canonici e che è stato restio a classificarlo come testo esempio di un mero gnosticismo, non esita a parlare di un "dualismo cosmico gnostico", e presenta il Gesù di Tommaso come "un redentore inviato da Dio in un mondo ostile e malvagio per riscattare una razza di persone elette". 
Un'opinione condivisa da Bentley Layton che ritiene il Vangelo di Tommaso scritto in Siria nel primo periodo post-apostolico, in cui è presente l'influenza della teologia gnostica anche se non di una setta in particolare. Secondo Cattaneo la supposta anteriorità di questo vangelo è tutta da dimostrare: si tratta di materiale che solo in parte trova corrispondenza nei sinottici o nella ipotetica fonte Q e che risente di evidenti influssi gnostici. Tali influssi si evincono anche dall'incipit del testo di Tommaso: «Sono queste le parole segrete che Gesù, il vivente, ha proferito e Didimo Giuda Tommaso ha messo in iscritto». Parole simili all'incipit del Libro di Tommaso: «Sono queste le parole segrete che il Salvatore ha detto a Giuda Tommaso e che io stesso, Matteo, ho messo per iscritto, mentre passeggiavo, li udii discorrere insieme»; a quelle del Vangelo di Giuda: «Spiegazione segreta della rivelazione che Gesù rese conversando con Giuda per una settimana, tre giorni prima di celebrare la Pasqua»; a quelle dell'apocrifo di Giovanni: «Questi misteri nascosti egli [il Salvatore] li rivelò in un silenzio (…) e li insegnò a Giovanni, il quale vi prestò attenzione» (Traduzione di L. Moraldi, in Testi gnostici, p. 124).
Il Vangelo di Tommaso non assomiglia al modello dei Vangeli canonici; è «vangelo» in quanto il messaggio in esso contenuto si propone come via di salvezza: quest'ultima può venire raggiunta mediante il distacco radicale dal mondo e il ripiegamento nella propria interiorità, per conoscere se stessi come figli del Padre vivente.

#### Possibile dipendenza dai vangeli canonici e da altri scritti cristiani
Secondo Gilles Quispel e Ioan Petru Culianu, nel Logion 76 del vangelo copto di Tommaso, ritrovato a Nag Hammadi, si trovano non solo reminiscenze del Vangelo secondo Matteo (13,45), ma anche di altri passi dei vangeli sinottici: 6,19-21,  19,21,  12,33-34,  9,48. Il logion dice: “Il regno del padre è simile ad un mercante che possedeva una bisaccia e trovò una perla. Quel mercante era saggio. Egli vendette la bisaccia e comprò la perla”. Altri studiosi evidenziano come molte sentenze contenute nel Vangelo di Tommaso abbiano paralleli nella tradizione canonica: si continua a discutere se lo scritto dipenda dai vangeli canonici oppure rappresenti una tradizione parallela dei detti di Gesù (tuttavia questa seconda ipotesi appare non improbabile).
John Paul Meier e Henri-Charles Puech parlano di una dipendenza del Vangelo di Tommaso dai canonici. Anche Jacques Étienne Ménard si pronuncia contro la presenza di tradizioni indipendenti o anteriori ai vangeli sinottici nel Vangelo di Tommaso, e Craig L. Blomberg ritiene sia probabile che il Vangelo di Tommaso abbia subito l'influenza dai vangeli sinottici: in Tommaso, infatti, il detto 66 segue il 65, e ciò avviene per nessuna ragione apparente se non quella relativa alla sequenza riscontrata nei sinottici. Christoph Greiner radicalizza questa posizione: "Non conosco nessuno studioso che sosterrebbe l'ingenua dichiarazione secondo la quale Tommaso contiene le parole più pure ed originali che possediamo di Gesù Cristo". Alcuni studiosi sottolineano la possibile dipendenza del Vangelo di Tommaso da altri scritti cristiani. Secondo Morrice una parte del detto 22 del Vangelo di Tommaso, assente negli scritti canonici, si ritrova nella cosiddetta Seconda lettera di Clemente ai Corinzi, scritta intorno alla metà del II secolo. Morrice evidenzia anche che la risposta che Gesù dà ai discepoli che lo interrogavano sulla circoncisione, nel detto 53 del Vangelo di Tommaso, assente negli scritti canonici, è identica a quella data da Tineo Rufo, governatore romano della Giudea dal 132, in una disputa col rabbino Aqiba, morto nel 135.

#### Datazioni bassissime
Alcuni autori si spingono a postdatare ulteriormente il Vangelo di Tommaso. James D. G. Dunn, per esempio, mette a confronto questo vangelo con uno scritto che alcuni studiosi reputano essere una versione precedente e parziale del documento trovato in Ossirinco, in Egitto. Dunn osserva che il papiro di Ossirinco può essere datato a partire dalla fine della seconda o della prima metà del III secolo, mentre il Vangelo di Tommaso probabilmente sarebbe stato scritto non prima del IV secolo. Secondo Dunn la versione di Nag Hammadi di Tommaso mostra una precisa "colorazione gnostica" e non fornisce alcuna prova "circa la tesi di una forma di cristianesimo gnostico già esistente nel primo secolo".

#### Altre argomentazioni
Tra le ragioni a sostegno della datazione bassa va ricordato che sempre a Nag Hammadi si è ritrovato il Vangelo secondo Filippo (forse della seconda metà del III secolo): anch'esso contiene detti di Gesù (17) e alcune storie su di lui, in parte risalenti al II secolo, ma nell'insieme appare come una raccolta di estratti di una catechesi sacramentale degli gnostici valentiniani. Gli studiosi ritengono che l'originale in greco del Vangelo di Filippo sia più o meno coevo rispetto al Vangelo di Tommaso (come minimo dell'anno 90 e al massimo del 130).